# Starmerella meliponinorum
Starmerella meliponinorum är en svampart som beskrevs av Teixeira, M.M. Marini, Lachance & C.A. Rosa 2003. Starmerella meliponinorum ingår i släktet Starmerella, ordningen Saccharomycetales, klassen Saccharomycetes, divisionen sporsäcksvampar och riket svampar.   Inga underarter finns listade i Catalogue of Life.